# Manfred
Manfred és un ballet compost per Xavier Montsalvatge basat en un drama en vers de Lord Byron, i adaptat per Jacqueline Alexander. L'estrena es va celebrar el 18 d'abril de 1945. La coreografia va anar a càrrec de Paul Goubé i els decorats i figures fets per Manuel Muntañola.

## Història i influències
Tot l'ambient artístic viscut durant l'adolescència va ser una valuosíssima font d'informació i formació per al jove Montsalvatge. Els ballets russos de Sergei Diaghilev van produir un enorme efecte -i l'enorme influencia corresponent- entre els artistes i intel·lectuals espanyols a partir de 1916 (Xavier Montsalvatge tenia 4 anys). A Montsalvatge el va impressionar tot el que va llegir sobre Nijinsky, que va ser molt, i tot el que havia vist en reportatges fotogràfics i documentals de cinema.
Més endavant va crear una gran amistat amb les germanes ballarines Alexander. Sortien sovint junts en grup. Un grup al que després es va afegir Paul Goubé. Així és com als anys 40, Xavier Montsalvatge es troba en el centre d'una interessant activitat de dansa a la Barcelona de la Postguerra i comença a encadenar una serie de peces per ballet. 
En general Xavier Montsalvatge va descatalogar molts dels seus ballets, perquè "es tractava d'una música de marcat caràcter funcional, per la que no sento una especial predilecció". Per Manfred, però, sentia una orgullosa, tot i que intermitent, sensació de paternitat.  

## Estrena
L'estrena es va fer al Teatre Coliseum de Barcelona, el dimecres 18 d'abril de 1945, a les 22:15h. El preu de les entrades variava entre 125, 150 i 250 pessetes (llotges) i 8 pessetes (general).   

## Temàtica
La partitura està escrita com un poema durant el qual el teló baixa dos cops per dividir el ballet en tres quadres. El tema es basa en la tràgica història del Cavaller Manfred que estimava amb passió la seva germana Astarté i que, devorat pels remordiments i després d'entregar-se a les arts de la màgia amb el propòsit de reunir-se de nou amb la seva germana difunta, arriba a través del dolor d'alliberar-se de les cadenes que el lliueun als esperits malignes per poder veure, mig moribund, l'esperança de la seva salvació eterna.

## Crítiques
Les crítiques no van escatimar elogis. 
| «                                               | Aquesta obra és la més important del compositor i una de les més importants que hagin merescut honors d'estrena en els últims temps(...) Les influències son visibles en algun punt, la de Thaikovsky sobretot, en altres moments els temes tenen ja un to segur i personal. En conjunt, és una música romàntica, amb el gran mèrit de la música dita romàntica, que consisteix en rebre de la obra més emoció de la que un li entrega(...) L'estrena de Manfred demostra la possibilitat de crear un ballet amb noms espanyols | » |
| — Néstor Luján va escriure a Destino: , Destino | |   |

| «                                                                          | destra i sòlidament construïda, rica i plena, curulla de contrastos, amb una continuïtat sense defalliments i pròdiga en temes poderosaments expressius, aquesta obra aconsegueix traduir la força emotiva del poema de Lord Byron | » |
| — Sebastià Gasch, Artistas Españoles contemporáneos, Enrique Franco (1975) | |   |